# Gimel (literă)
Gimel este a treia literă din mai multe alfabete semitice, inclusiv feniciană, aramaică, ebraică ג, siriacă ܓ și arabă ǧīm ج.  
Litera feniciană a dat naștere la gama în greacă (Γ), C și G în latină și Г în alfabetul chirilic.